# صدام كامل
صدام كامل حسن المجيد (1 تموز/يوليو 1960 – 23 شباط/فبراير 1996) هو ابن ابن عم رئيس العراق السابق صدام حسين وزوج ابنته رنا. كان المسؤول عن قيادة فريق الحماية الخاص بالرئيس صدام حسين لفترة ليست بالقصيرة.

## حياته
كان صدام كامل متزوجًا من رنا إبنه صدام حسين، وهو شقيق حسين كامل المتزوج أيضا من ابنة صدام الأخرى رغد. شغل لفترة من الوقت منصب رئيس الحرس الجمهوري.
أقيل صدام كامل من منصبه عام 1986 لصالح قصي نجل صدام حسين الذي كان قد بلغ سن الرشد في ذلك الوقت. يذكر أن صدام كامل قد لعب دور صدام حسين في فيلم الأيام الطويلة وهو فيلم دعائي عن حياة صدام حسين المبكرة وصعوده إلى السلطة بسبب الشبه الكبير بينه وبين الرئيس العراقي.
في عام 1995 انشق صدام كامل عن النظام العراقي مع شقيقه وزوجاتهم وغادروا إلى الأردن. قدم شقيقه حسين كامل معلومات إلى لجنة الأمم المتحدة الخاصة ووكالة المخابرات المركزية وجهاز الاستخبارات البريطاني حول أسلحة الدمار الشامل العراقية.

## مقتله
غادر العراق مع أخيه حسين وزوجتيهما إلى الأردن وطلب اللجوء السياسي من الملك حسين رغم أنه كان أقل ظهورًا لوسائل الإعلام من أخيه حسين. عاد لاحقا إلى بغداد بعد عفو مشكوك في جديته من قبل الرئيس صدام حسين في ظروف غامضة ليتم تصفيته سريعا مع أخيهِ بعدها بهجوم مسلح على بيته نفذه بعض رجال عشيرة صدام حسين بإسناد شبه رسمي من الأجهزة الأمنية في شهر شباط/فبراير 1996.